# J.P. Jespersen
 Der er for få eller ingen kildehenvisninger i denne artikel, hvilket er et problem. Du kan hjælpe ved at angive troværdige kilder til de påstande, som fremføres i artiklen.

Jesper Peter Jespersen (født 18. juli 1883 i Lumby Sogn på Fyn, død 5. september 1963 i Skodsborg) var en dansk officer og gymnastikinstruktør, kendt som kaptajn Jespersen.
Jespersen var ved landvæsenet 1897-1900, tog lærereksamen fra Odense Seminarium 1904 og kursus på Danmarks Lærerhøjskole 1904-05, var på studieophold ved University of London og i Paris. Han fokuserede hurtigt på gymnastik som sin hovedinteresse. I 1907 blev han indkaldt til fodfolket. Han blev befalingsmandsuddannet (sekondløjtnant 1909, løjtnant 1911) og opnåede kaptajnsgraden 1920. Kaptajnen udviklede en særlig stavgymnastik. Han var lærer og inspektør ved Hesselager Kostskole 1905-08, anden skolevirksomhed 1910-20 og oprettede Institut for Legemsøvelser 1922.
Fra 30. august 1927 og præcis 25 år frem i tiden optrådte Jespersen på Statsradiofonien med programmet Morgengymnastikken, hvor han animerede lytterne til gymnastiske øvelser af hensyn til disses sundhed og figur samt for at undgå blødagtighed. Kaptajnens myndige militære og fynske stemme herfra huskes og afspilles ofte som tidsbilleder med vendinger som arme bøj og arme stræk.
Ved siden at militærtjeneste og radiovirksomhed oprettede kaptajn Jespersen et gymnastikhold i København, samt de årlige sundhedsstævner på Hindsgavl Slot. Både gymnastikholdet og sundhedsstævnerne er videreført op til nutiden.
Jespersen havde mottoet En sund sjæl i et sundt legeme.
Han var far til Preben Maaløe Jespersen.